# Elia Luini

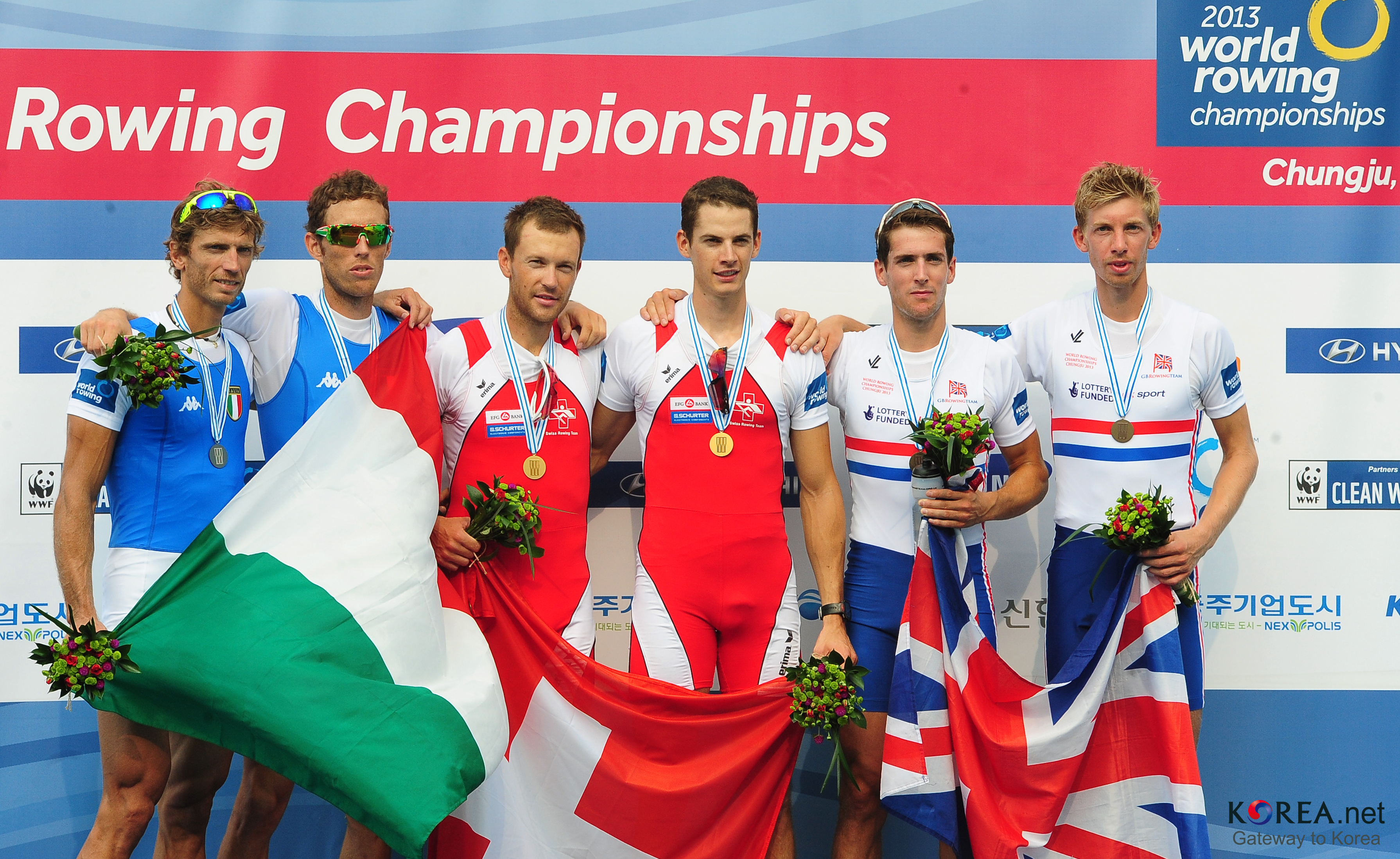
Luini (ganz links) bei der Siegerehrung der Weltmeisterschaften 2013

Elia Luini (* 23. Juni 1979 in Gavirate) ist ein italienischer Leichtgewichts-Ruderer, der zwischen 1998 und 2013 eine olympische Silbermedaille und zehn Weltmeisterschaftsmedaillen gewann.

## Karriere
Luini gewann 1997 die Bronzemedaille im Einer bei den Junioren-Weltmeisterschaften. Bei den Weltmeisterschaften 1997 in der Erwachsenenklasse trat Luini im Leichtgewichts-Einer an und belegte den siebten Platz. 1998 gewann Luini mit dem Leichtgewichts-Doppelvierer seine ersten beiden Weltcup-Regatten, der italienische Vierer siegte auch bei den Weltmeisterschaften 1998 in Köln. Im Jahr darauf fuhr Luini im Leichtgewichts-Vierer ohne Steuermann, bei den Weltmeisterschaften 1999 belegten die Italiener den vierten Platz.
2000 wechselte Luini in den Leichtgewichts-Doppelzweier, zusammen mit Leonardo Pettinari gewann er die olympische Silbermedaille bei der Olympiaregatta 2000 in Sydney hinter dem polnischen Boot. 2001 unterlagen Luini und Pettinari beim Weltcup in Sevilla dem deutschen Zweier, danach begannen Luini und Pettinari eine Siegesserie mit drei Weltmeistertiteln und sechs Weltcupsiegen bis zu den Olympischen Spielen 2004. Bei der Olympiaregatta 2004 unterlagen die beiden im Vorlauf und konnten sich über Hoffnungslauf und Halbfinale nur für das B-Finale qualifizieren, dort trat Pettinari nicht mehr an, Luini belegte zusammen mit Nicola Moriconi den letzten Platz im B-Finale.
2005 trat Luini im Weltcup mit Bruno Mascarenhas im Leichtgewichts-Doppelzweier an, für die Weltmeisterschaften 2005 wechselten die beiden in den Leichtgewichts-Vierer ohne Steuermann, mit dem sie die Bronzemedaille gewannen. 2006 kehrte Luini in den Doppelzweier zurück, zusammen mit Marcello Miani gewann er zwei Weltcupregatten und belegte einmal den zweiten Platz hinter den Dänen Mads Rasmussen und Rasmus Quist, die Dänen siegten auch bei den Weltmeisterschaften 2006 vor Luini und Miani. 2007 hatten Luini und Miani eine verglichen mit dem Vorjahr deutlich schwächere Saison, nachdem im Weltcup ein fünfter Rang die beste Platzierung war, belegten sie auch bei den Weltmeisterschaften 2007 den fünften Platz. 2008 lief es etwas besser, aber bei den Olympischen Spielen ruderten Luini und Miani knapp an den Medaillen vorbei und belegten den vierten Platz.
2009 in München gewannen die beiden nach drei Jahren wieder eine Weltcupregatta, bei den Weltmeisterschaften 2009 erhielten sie die Bronzemedaille hinter den Neuseeländern und den Franzosen. Bei den Europameisterschaften gewann Luini zusammen mit Lorenzo Bertini Silber hinter dem griechischen Doppelzweier und vor den Franzosen. Auch 2010 ruderten Bertini und Luini im Doppelzweier, nach einem zweiten und einem vierten Platz im Weltcup und dem sechsten Platz bei den Europameisterschaften bedeutete die Silbermedaille hinter den Briten bei den Weltmeisterschaften einen eher unerwarteten Erfolg. Bei den Weltmeisterschaften 2011 erhielten Bertini und Luini die Bronzemedaille hinter Briten und Neuseeländern, zum Saisonabschluss gewannen die beiden den Titel bei den Europameisterschaften in Plowdiw. 2012 fuhr Luini zwar im Weltcup zusammen mit Bertini, wie acht Jahre zuvor musste er aber bei den Olympischen Spielen mit einem anderen Partner antreten: Zusammen mit Pietro Ruta verpasste er das Olympiafinale und belegte den siebten Platz als Sieger des B-Finales.
2013 trat Luini nach vielen Jahren wieder im Riemenrudern an. Nach einem vierten Platz im Weltcup mit dem Vierer ohne Steuermann gewann Luini bei den Weltmeisterschaften Silber im Zweier ohne Steuermann hinter dem Schweizer Boot.
Luini hat bei einer Körpergröße von 1,84 Metern ein für Leichtgewichte typisches Wettkampfgewicht von etwa 70 Kilogramm.

## Medaillen bei internationalen Meisterschaften
(OS = Olympische Spiele; WM = Weltmeisterschaften; EM = Europameisterschaften)
- WM 1998: 1. Platz im Leichtgewichts-Doppelvierer (Lorenzo Bertini, Elia Luini, Paolo Pittino, Franco Sancassani)
- OS 2000: 2. Platz im Leichtgewichts-Doppelzweier (Elia Luini, Leonardo Pettinari)
- WM 2001: 1. Platz im Leichtgewichts-Doppelzweier (Elia Luini, Leonardo Pettinari)
- WM 2002: 1. Platz im Leichtgewichts-Doppelzweier (Elia Luini, Leonardo Pettinari)
- WM 2003: 1. Platz im Leichtgewichts-Doppelzweier (Elia Luini, Leonardo Pettinari)
- WM 2005: 3. Platz im Leichtgewichts-Vierer ohne Steuermann (Lorenzo Bertini, Salvatore Di Somma, Elia Luini, Bruno Mascarenhas)
- WM 2006: 2. Platz im Leichtgewichts-Doppelzweier (Elia Luini, Marcello Miani)
- WM 2009: 3. Platz im Leichtgewichts-Doppelzweier (Elia Luini, Marcello Miani)
- EM 2009: 2. Platz im Leichtgewichts-Doppelzweier (Lorenzo Bertini, Elia Luini)
- WM 2010: 2. Platz im Leichtgewichts-Doppelzweier (Lorenzo Bertini, Elia Luini)
- WM 2011: 3. Platz im Leichtgewichts-Doppelzweier (Lorenzo Bertini, Elia Luini)
- EM 2011: 1. Platz im Leichtgewichts-Doppelzweier (Lorenzo Bertini, Elia Luini)
- WM 2013: 2. Platz im Leichtgewichts-Zweier ohne Steuermann (Elio Luini, Martino Goretti)